# Решетников, Кирилл Юрьевич
Кири́лл Ю́рьевич Реше́тников (род. 9 декабря 1975, Москва) — русский поэт и журналист, обозреватель, лингвист. Кандидат филологических наук (2000). Как поэт известен преимущественно под псевдонимом Шиш Брянский (иногда Шиш Строфокамилович Брянский).

## Биография
Окончил гуманитарный класс московской государственной школы № 57 (одноклассник Артемия Лебедева, Георгия Старостина, Егора Холмогорова и Павла Бардина) и филологический факультет МГУ. В 2000 году защитил диссертацию «Синхрония и диахрония в глагольных системах енисейских языков» на соискание учёной степени кандидата филологических наук (научный руководитель А. В. Дыбо; официальные оппоненты В. А. Плунгян и С. А. Бурлак), сотрудник Отдела уральских и алтайских языков Института языкознания РАН, специалист по истории языков уральской семьи и кетскому языку. Выступал также как журналист, был обозревателем газеты «Газета» по вопросам культуры.

## Творчество
Дебютировал в печати со стихами в 1995 году (под настоящим именем). Ранняя поэзия Кирилла Решетникова прямо наследовала традиции Николая Клюева и Михаила Кузмина в наложении друг на друга двух языческих мифологий: древнегреческой и древнерусской (у Решетникова затрагивается ещё и древнесибирская благодаря его профессиональным занятиям кетским языком и кетской культурой):
Править тебе, охотничьи знать грехи,
И вынимать Перуна из реки —
Был гром подков лишен, и туча — прочных осей,
И, помня блеск отсвечивающих тог,
Внутри колчана жил Сминфеев коготок,
Был заперт в куполе ручей раскосый,
Но тут под ломкую и устяную трель
Хозяин енисейский запестрел.
— здесь к античности отсылают не только тоги и Сминфей (одно из имён бога Аполлона), но и стихотворный метр, напоминающий древнегреческий логаэд.
Однако на рубеже 1990—2000-х годов в творчестве Решетникова произошел перелом, и он начал выступать под псевдонимом Шиш Брянский. Новые тексты Решетникова на первый взгляд кажутся чисто эпатажными: в них часто употребляется обсценная лексика, подвергаются прямому или косвенному осмеянию важные культурные авторитеты (Анна Ахматова, Давид Самойлов, Александр Солженицын и др.). На самом деле новые стихи Решетникова гораздо более преемственны по отношению к прежним, чем может показаться. Поругание святынь и авторитетов интерпретируется в поэзии Решетникова как непременный атрибут карнавальной культуры, которая представляла собой не что иное как форму существования язычества внутри христианской традиции. К языческим же корням возводит Шиш Брянский русский мат: так, в строчках «Огонь меня снедал, Перун меня чморил // И Солнце зимнее ебалося со мною» отражено древнее языческое представление о солнце как оплодотворяющем мужском начале.
Стихи Шиша Брянского впервые опубликованы в 2000 году. В том же году Кирилл Решетников стал первым лауреатом новоучрежденной премии «Дебют», присужденной ему за тексты обоих периодов.
Кирилл Решетников также сочиняет песни под именем Шиша Брянского. В частности, есть неофициальный альбом его песен «Ломоносов» (1998), записанный в домашних условиях. В альбоме звучат песни Шиша, в основном в исполнении Псоя Короленко, некоторые — в авторском исполнении.
Мелодиям и текстам песен Шиша Брянского свойственно сочетание стилизованно-шансонной и романсовой стихии с шаманскими, трансовыми фольклорными интонациями. Характерны также специфические напевные проигрыши (автор предпочитает называть их «наигрышами»), своего рода припевы без слов.
Поскольку ранние песни Шиша Брянского часто исполнял Псой Короленко, распространилось ошибочное мнение, будто бы они написаны Псоем на стихи Шиша. На самом деле Кирилл Решетников сам пишет и тексты, и мелодии для всех своих песен, а также принимает активное участие в их аранжировках.

## Книги
- В нежном мареве: Стихотворения. — Тверь: Колонна, 2001.
- Стихотворения. — Тверь: Колонна, 2003.